# Hierarchie

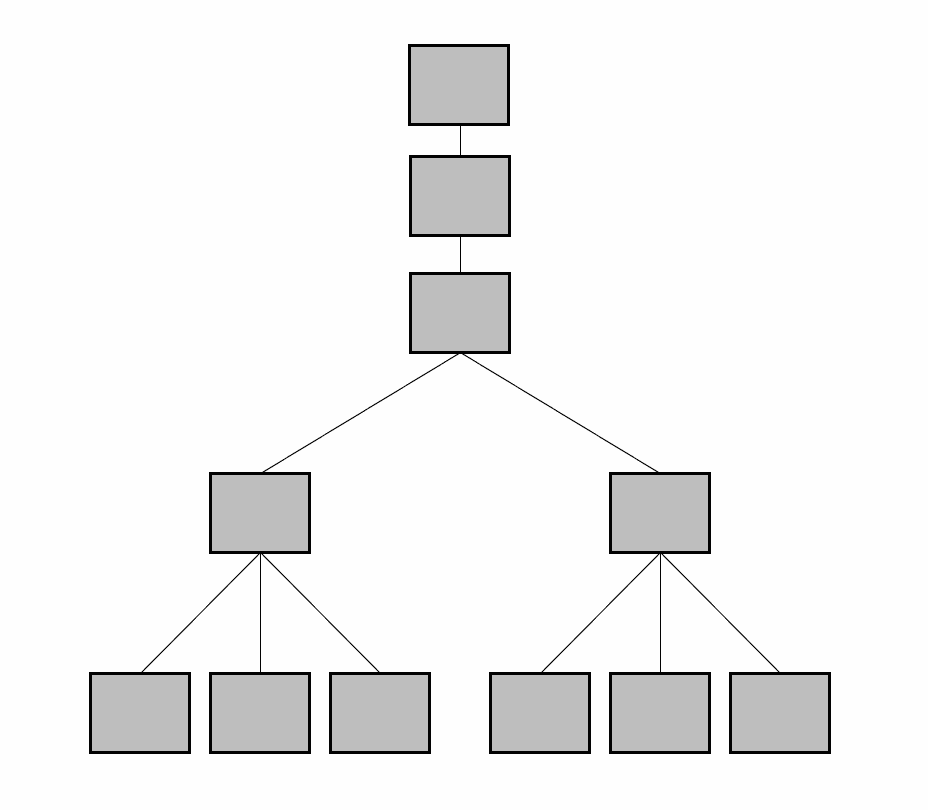
Hierarchický strom

Hierarchie (řec. ἱερός hieros, posvátný, a ἄρχω, ἄρχειν archó, archein, vládnout) je uspořádání nadřazenosti a podřízenosti tak, že každý prvek kromě nejvyššího je podřízen právě jednomu nadřízenému. Schéma hierarchie tak tvoří strom či pyramidu.
Hierarchie původně označuje pevné uspořádání nadřízenosti a podřízenosti v kněžstvu: nejvyšší kněz se nazýval hierarchés. V tomto smyslu se i dnes hovoří o církevní hierarchii – soustavě nadřízeností zejména v katolické církvi. Později se používala i pro jiné složitější systémy hodností s více vrstvami či patry nadřízenosti a podřízenosti, například mezi úředníky nebo v armádě.

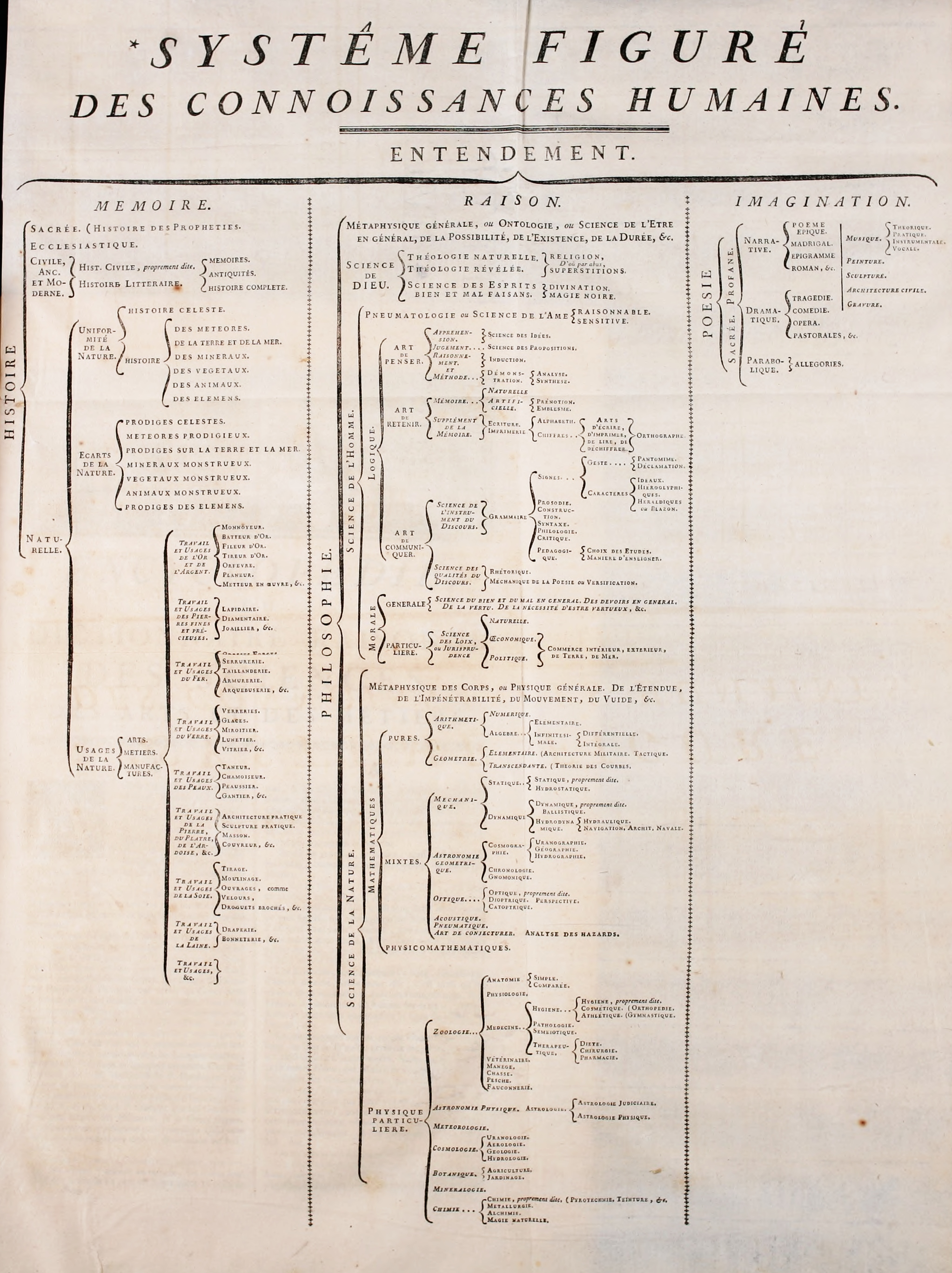
Hierarchický systém, uspořádání vědomostí lidstva v Diderotově Encyklopedii z roku 1751

Pojem hierarchie obecně zdůrazňuje následující rysy:
1. systém počítá pouze se vztahy nadřízenosti a podřízenosti;
2. každý prvek (kromě nejvyššího) má právě jeden nadřazený;
3. uspořádání je stálé, neměnné;
4. větší počet úrovní či „pater“ nadřízenosti a podřízenosti.

V přeneseném smyslu se mluví o hierarchii hodnot nebo hierarchii věd, uspořádaných podobně. Něco jako „hierarchické uspořádání“ vzniká spontánně v biologické evoluci i ve složitých technických systémech. Také systémy vyhledávání a řazení informací jsou založeny na hierarchickém (stromovém) uspořádání dat.

## Výhody a nevýhody
Hierarchické uspořádání je velmi přehledné, a to i při velkém počtu prvků. Dovoluje účinnou dělbu činností, spolehlivé řízení i předávání povelů a pokynů a umožňuje i jasné přidělení odpovědností. Proto se dodnes užívá tam, kde na těchto vlastnostech nejvíc záleží: v armádě, v policii, v úřadech a podobně.
Mezi hlavní nevýhody patří právě nepružnost pevného uspořádání, někdy zbytečně velký počet „pater“ a absence komunikace mezi sousedními prvky: každá komunikace musí probíhat přes nadřízeného. Proto se v podnicích dnes často preferují uspořádání více „plochá“, s menším počtem řídících úrovní a s horizontálními vazbami.
Hierarchie se vyvinula proto, aby se k vedení kolektivu nedostal někdo, kdo je k tomu nekompetentní, resp., aby kolektiv neplýtval zdroji na realizaci nápadů někoho, kdo není schopen pochopit a promyslet všechny nuance projektu, a proto má jeho projekt mizivé šance na život.